# Roberto Messias Franco
Roberto Messias Franco (Rio de Janeiro, 30 de dezembro de 1946) é um geógrafo e político brasileiro.
Foi secretário especial do Meio Ambiente, à época órgão vinculado ao Ministério do Interior, com prerrogativas de ministro, no governo João Figueiredo, em 1985. Este cargo equivale atualmente ao de ministro do Meio Ambiente.
Roberto Messias Franco foi também presidente do IBAMA - Instituto Brasileiro do Meio Ambiente e dos Recursos Naturais Renováveis entre 2008 e 2009.
Em fevereiro de 2016 foi denunciado pelo Ministério Publico Federal, juntamente com  ex-diretor de licenciamento ambiental do IBAMA, Sebastião Custódio Pires, por supostamente ter concedido licença, em 2008, para a instalação da usina hidrelétrica Jirau, em Rondônia, em desacordo com as normas ambientais e pareceres técnicos  daquele órgão ambiental.